# 張進樂
張進樂（英語：Gordon Cheung Chun-lok，1991年—），是民建聯成員和全國港澳研究會會員，現任香港民政及青年事務局局長政治助理。